# Alphomelon arecaphile
Alphomelon arecaphile är en stekelart som beskrevs av Andrew R. Deans 2003. Alphomelon arecaphile ingår i släktet Alphomelon och familjen bracksteklar. Inga underarter finns listade i Catalogue of Life.